# Die Sage von der Elbjungfer
Die Sage von der Elbjungfer handelt im Gebiet des heutigen Magdeburg.

## Sage
In der Elbe lebte eine Nixe, die den Menschen in der Gestalt eines wunderschönen Mädchens erschien. Ihre Kleidung bestand meist aus einem leicht grünlich schillernden Mieder, die Knöpfe waren aus glitzernden Diamanttropfen und die Farbe ihres Kleides war meist im schönsten Blau. Der Saum des Kleides blieb aber stets nass. An Markttagen kam sie in die Stadt um Obst, Brot und Fleisch zukaufen. Sie kam stets allein und ging mit einem vollen Korb auch allein aus der Stadt hinaus. Kein Einwohner der Stadt wusste um wen es sich bei dem Mädchen handelte, woher sie kam und wohin sie ging.
Ein junger Mann war so verzaubert von der Schönheit des Mädchens, dass er jeden Markttag auf sie wartete, nur um sie anzuschauen. Eines Tages nahm er all seinen Mut zusammen und sprach sie am Stadttor an. Er fragte die Schönheit, ob er sie begleiten dürfte, was sie jedoch ablehnte. Er ließ sich jedoch nicht so einfach abweisen und drang weiter auf sie ein. Nach einiger Zeit gestand sie ihm mit leisen Worten, dass sie eine Nixe sei. Sie erzählte weiter das ihr Vater und ihre Brüder auf dem Grund der Elbe bereits auf sie und die Einkäufe warten würden. Der junge Mann wollte nicht mehr ohne die Nixe leben und so zögerte er nicht und fragte sie, ob sie ihn heiraten würde. Für sie würde er sogar in die Fluten hinabsteigen, um bei ihr zu leben.
Da auch die Nixe schon ein wenig verliebt war und von dem Antrag freudig überrascht, versprach sie mit ihrem Vater zu reden. Er solle am Ufer warten und die Wasseroberfläche betrachten, während sie ihre Familie fragen würde. Als Zeichen, dass ihr Vater zugestimmt hätte, sollte ein Apfel auf einem Teller aus den Wogen aufsteigen. Sollte jedoch das Wasser sich blutrot färben, so hätten ihre Brüder sie ermordet. Nach einem letzten traurigen Blick der voller Zärtlichkeit war, sprang sie in die Elbe. Der junge Mann musste nicht lange auf ein Zeichen warten, denn schon kurz nach dem Verschwinden der Nixe färbte sich das Wasser blutrot.
Voller Trauer und Entsetzen starrte der junge Mann noch bis zum Abend auf die Wasser der Elbe, bevor er Abends langsam heimging.

## Einzelnachweis
1. ↑  Axel Kühling: Magdeburger Sagen Erster Teil. Delta-D, 2001, ISBN 3-935831-00-5, S. 38.